# Колодец (фильм, 1989)
«Колодец» — советский короткометражный фильм, новелла в киноальманахе «Отстранённые», Грузия-фильм, 1989, Притча.

## Сюжет
Дорожные рабочие перекрыли оживленную улицу и роют колодец, чтобы опустить туда бетонную трубу. За этой работой наблюдают двое прохожих.  

## В ролях
- Георгий Басишвили — Гиго, рабочий
- Лери Зардиашвили — Бурдули, рабочий
- Жанри Лолашвили — Хрингадзе, кинорежиссер и пациент зубного врача
- Тристан Саралидзе — экскаваторщик
- Ираклий Апакидзе — бригадир
- Михаил Вашадзе — Александр, зубной врач
- Вано Сакварелидзе — Нестор, энергичный советчик
- Джемал Гаганидзе -  проверяющий